# Cyber-Sicherheitsrat Deutschland
Cyber-Sicherheitsrat Deutschland e. V. (CSRD e. V.) ist ein im August 2012 gegründeter deutscher Verein, der nach eigener Darstellung als Interessenverbund im Bereich der Cybersicherheit tätig ist. Im Verein organisieren sich Unternehmen, Institutionen und öffentliche Personen. Sitz des eingetragenen Vereins ist Berlin. Präsident des Vereins ist seit Mai 2018 Hans-Wilhelm Dünn.

## Geschichte
Der Verein Cyber-Sicherheitsrat Deutschland wurde im August 2012 gegründet und ist im Bereich der Sicherheit von Systemen in Wirtschaft, Organisationen und der Wissenschaft tätig. 2016 beschrieb sich der Verein als „politisch neutral“ und verschrieb sich der Aufgabe, „Unternehmen, Behörden und politische Entscheidungsträger im Bereich Cybersicherheit zu beraten und im Kampf gegen die Cyberkriminalität zu stärken“. Mitglieder des Vereins seien Unternehmen, Landes- und Bundesinstitutionen sowie Akteure aus dem Feld der Cybersicherheit. Der Verein gab an, er repräsentiere über seine Mitglieder „etwa zwei Millionen Arbeitnehmer aus der Wirtschaft und über 1,8 Millionen Mitglieder aus Verbänden und Vereinen“.
Der Verein steht unter anderem wegen der Mitgliedschaft der Berliner Cybersecurity-Firma Protelion in der Kritik. Bis Ende März 2022 firmierte das Unternehmen unter dem Namen Infotecs GmbH. Dies ist ein Tochterunternehmen der russischen Cybersecurityfirma O.A.O.Infotecs. Laut Informationen des anonym agierenden Netzwerks „Policy Network Analytics“ wurde Infotecs von einem ehemaligen Mitarbeiter des russischen Nachrichtendienstes KGB gegründet und produziert nach eigenen Angaben weiterhin auch im Auftrag des KGB-Nachfolgers FSB bzw. ФСБ.
Am 10. Oktober 2022 erklärte das Innenministerium Baden-Württemberg, nie Mitglied im Verein gewesen zu sein. Mehrere Unternehmen und Organisationen beendeten ihre Mitgliedschaft im Oktober 2022. Im weiteren Verlauf wurde die Mitgliederliste („Auszug unserer Mitglieder“) von der Website entfernt. Aus dieser ging auch hervor, dass sich – neben den o. g. Mitgliedern – das Bundesgesundheitsministerium sowie die Länder Nordrhein-Westfalen und Mecklenburg-Vorpommern darunter befanden. Das Bundesgesundheitsministerium erklärte im Oktober 2022, lediglich ruhendes Mitglied zu sein.
Im Jahr 2022 beging der Verein sein zehnjähriges Jubiläum unter der Schirmherrschaft von Manuel Höferlin.

## Tätigkeit
Der Verein äußert sich zu Gesetzesvorhaben und aktuellen Debatten im Bereich Cybersicherheit, so beispielsweise zur Erarbeitung des IT-Sicherheitsgesetzes.
Der Verein gibt an, unterschiedliche Akteure im Bereich Cybersicherheit zu vernetzen. Er organisiert zu diesem Zweck unter anderem Gemeinschaftsstände auf IT-Sicherheitsmessen und kooperiert auch mit Partnern aus Verwaltung und Politik, beispielsweise bei gemeinsamen Veranstaltungen mit den Präsidenten des Bundesverfassungsschutzes und der ZITiS. Zudem unternehmen Vereinsmitglieder regelmäßige Delegationsreisen und nutzen verschiedene Dialogplattformen.
Der Verein kooperiert mit verschiedenen Hochschulen im In- und Ausland zur Erarbeitung von praxisnahen Sicherheitslösungen. Seine Publikationen richten sich an Entscheidungsträger in Wirtschaft, Verwaltung und Gesellschaft. Verschiedene sektorenspezifische Leitfäden sollen dazu dienen, grundlegende Sicherheitsmaßnahmen zu implementieren. Zudem gestaltet der Verein fachwissenschaftliche Publikationen, beispielsweise zur Cybersicherheit im Krankenhaus.
Neben dem Austausch auf Entscheiderebene entwerfen verschiedene Arbeitsgruppen (Hubs) des Vereins sektorenspezifische Handlungsempfehlungen und diskutieren aktuelle Herausforderungen.

## Kritik
Die Welt kritisierte im April 2019 die Teilnahme des Vereinspräsidenten Hans-Wilhelm Dünn an einer internationalen Sicherheitskonferenz in Garmisch-Partenkirchen und erwähnte dabei Dünns Tätigkeit für russische Nachrichtendienste.
In der nachfolgenden Berichterstattung des ARD-Magazin „Kontraste“ vom 6. Juni 2019 wurde  kritisiert, dass der Präsident und CDU-Politiker Hans-Wilhelm Dünn an einer Wahlbeobachtermission der durch Jewgeni Prigoschin finanzierten Organisation AFRIC in Simbabwe und im März 2018 als Wahlbeobachter bei der Präsidentschaftswahl in Russland 2018 auf Einladung des Vorsitzenden der Duma teilgenommen hatte, sowie die Kommunikation mit russischen und chinesischen Geheimdiensten befürwortete. Dabei räumte Dünn später auch gegenüber der Wochenzeitschrift „Die Zeit“ Kontakte zu russischen Geheimdienststellen ein.
Am 7. Oktober 2022 kritisierte das ZDF Magazin Royale den Cyber-Sicherheitsrat Deutschland e. V. in einem Beitrag in Kooperation mit dem anonym agierenden Netzwerk Policy Networks Analytics. Im Fokus der Berichterstattung standen die Verbindungen des Vereins und seines ehemaligen Präsidenten Arne Schönbohm zur Cybersicherheitsfirma Protelion GmbH, die zum russischen Unternehmen Infotecs gehört. Am 9. Oktober 2022 schloss der Cyber-Sicherheitsrat Deutschland Verein die Protelion GmbH aus.
Kritisiert wurde zudem die Namensgebung des Vereins, die bewusst Anlass zur Verwechslung mit dem von der Bundesregierung gegründeten Gremium Nationaler Cyber-Sicherheitsrat gibt.